# بهترین خدمتکار مقیم خانه
بهترین خدمتکار مقیم خانه (ایتالیایی: Ragazza alla pari؛ ترجمهٔ تحت‌الفظی: او پر) که با نام‌های بهترین (انگلیسی: The Best) و دخترک او پر (انگلیسی: Au-Pair Girl) هم شناخته می‌شود، یک فیلم کمدی سکسی سبک ایتالیایی به کارگردانی مینو گوئرینی است که در سال ۱۹۷۶ منتشر شد.

## گزیدهٔ بازیگران
- گلوریا گوئیدا
- اورسته لیونلو
- رزلا کومو
- پاتریتسیا وبلی
- کارلو جوفره
- دادا گالوتی